# Michael Todd
Michael Todd (conocido también como Mic Todd) nació en 1980 en Kingston, Nueva York y es el bajista original de la banda neoyorquina de rock progresivo Coheed and Cambria.

## Biografía
Todd ingresó en Shabütie, recomendado por Nate Kelley (batería en ese momento) para reemplazar a Jon Carleo en el bajo. Todd era guitarrista, pero se acomodó al bajo por obvia necesidad.
En 2000 la banda se renombra Coheed and Cambria y Todd pasa también a ocupar el puesto de voces secundarias, sobre todo en los conciertos. Después de diez años en la banda se separa de la banda por haber sido arrestado después de robar a mano armada de una farmacia seis tarros de Oxycontin horas antes de abrir el show de la banda de Cornell Soundgarden en Massachusetts. Fue reemplazado en 2006 por Matt Williams. Sin embargo, en el año 2007 decide volver a la banda.
- Datos: Q18596